# جيف ستيوارت
جيف ستيوارت (بالإنجليزية: Jeff Stewart)‏ (21 يونيو 1980 - ) هو لاعب كرة قدم أمريكي في مركز الدفاع. لعب مع كولورادو رابيدز.

## وصلات خارجية
- جيف ستيوارت على موقع الدوري الأمريكي (الإنجليزية)
- جيف ستيوارت على موقع قاعدة بيانات كرة القدم.إي يو (الإنجليزية)
- جيف ستيوارت على موقع Soccerway.com (الإنجليزية)